# Zalug (gmina Prijepolje)
Zalug (cyr. Залуг) – wieś w Serbii, w okręgu zlatiborskim, w gminie Prijepolje. W 2011 roku liczyła 1205 mieszkańców.